# Jonjo Shelvey
Jonjo Shelvey (* 27. února 1992 Londýn) je anglický profesionální fotbalista, který hraje na pozici středního záložníka za turecký klub Çaykur Rizespor, kde je na hostování z Nottinghamu Forest. Mezi lety 2012 a 2015 odehrál také 6 utkání v dresu anglické reprezentace.

## Klubová kariéra
Předtím působil v týmu Charlton Athletic FC, kde se v 16 letech a 59 dnech stal nejmladším hráčem A-týmu. Jeho vzorem byl Steven Gerrard, se kterým později hrál v Liverpoolu. Evropskou premiéru za Liverpool FC si odbyl proti Neapoli 21. října 2010, když odehrál celých 90 minut. V červenci 2013 přestoupil za 5 mil. liber do velšského klubu Swansea City AFC. V lednu 2016 přestoupil do Newcastlu United FC.

## Reprezentační kariéra
Byl kapitánem anglické reprezentace do 19 let. Hrál i za anglické reprezentační výběry U16, U17, U21. 12. října 2012 debutoval v seniorské reprezentaci Anglie v utkání proti San Marinu (výhra 5:0), nastoupil na hřiště v 66. minutě za stavu 2:0 pro Anglii.